# Konrad Richter (Musiker)
Konrad Richter (* 2. Dezember 1935 in Neusalza-Spremberg, Oberlausitz; † 8. April 2024 in Wien) war ein deutscher Pianist, Liedbegleiter, Hochschullehrer und Rektor.

## Leben
Konrad Richter studierte an der Hochschule für Musik Detmold bis 1955 Kirchenmusik bei Michael Schneider mit A-Examen, danach Klavier bei Conrad Hansen mit abschließendem Konzertexamen.
1961 wurde er Dozent und 1968 Professor an der Musikhochschule Hamburg. Er erhielt 1970 einen Ruf an die Musikhochschule Stuttgart, wo er als Professor Klavier und Liedinterpretation lehrte. Seine Klasse im Fach „Liedinterpretation für Gesang und Klavier“ war die erste ihrer Art und trug u. a. zu einer Aufwertung der Liedbegleitung im Sinne einer Ebenbürtigkeit mit dem Gesang bei. Von 1986 bis 1990 wirkte er in Stuttgart auch als Rektor der Hochschule. 2004 beendete er seine Tätigkeit dort und lehrte bis 2006 als Gastprofessor an der Universität der Künste Tokio sowie an der Musikhochschule Tokio.
Neben seinem Wirken als Hochschullehrer konzertierte er international als Klaviersolist, Kammermusiker und Liedpianist. Im Lauf seiner Karriere arbeitete er mit Hermann Prey, Hans Hotter, Julia Hamari und Robert Holl zusammen. Richter trat in den Jahren 1967 bis 1988 mehrfach im Wiener Musikverein auf, seine Konzertreisen führten ihn bis nach Japan. Er wirkte bei namhaften Festivals mit, u. a. bei den Berliner Festwochen, Salzburger Festspielen, dem Prager Frühling, den Wiener Festwochen, der Schubertiade Vorarlberg und dem Moskauer Dezember.
Richters Konzerttätigkeit wurde in zahlreichen Hörfunk-, Fernseh- und Schallplattenaufnahmen dokumentiert, in Deutschland, in den Niederlanden, in der Schweiz, in Belgien, Frankreich, Italien und Österreich. Zu Richters wichtigsten Aufnahmen zählten u. a. Hugo Wolfs Eichendorff-Lieder mit Hermann Prey (EMI), Béla Bartóks Dorfszenen und Lieder op. 15/16 mit Julia Hamari (Deutsche Grammophon 1974) sowie Schuberts Winterreise mit Robert Holl (Preiser 1980).
Konrad Richter starb am 8. April 2024 in Wien.

## Liedklasse
Mit der Einrichtung einer Klasse für Liedinterpretation leistete Richter an der Musikhochschule Stuttgart ab 1970 Pionierarbeit in der Professionalisierung dieser Disziplin. Zum Kreis der Studierenden bei Richter zählten u. a. Hartmut Höll, Christina Landshamer, Friedemann Röhlig, Ulrich Eisenlohr, Cornelia Lanz, Friedemann Rieger, Thomas Pfeiffer, Oliver Zwarg, Lia Hanus, Maria Sofianska, Falko Hönisch, Luisa Islam-Ali-Zade, Almuth Herbst, Dorina Tachakarova, Frédéric Sommer, Marina Sandel, Martin Nagy, Yasuko Kozaki und Ulrich Kratz.  

## Weitere Schwerpunkte
Konrad Richter war 1989 Initiator des Projekts Den Opfern der Gewalt. Unterstützt durch musikwissenschaftliche Forschung förderte es die Wiederentdeckung und Verbreitung der Musik von Komponisten, die „in den Weltkriegen und Konzentrationslagern“ ums Leben gekommen waren. In seiner Zeit als Rektor widmete er diesem Thema die 2. Baden-Württembergischen Musikhochschultage 1989.
Insbesondere setzte er sich für das Werk des Komponisten Viktor Ullmann ein, der 1944 im KZ Auschwitz-Birkenau umgebracht worden war. So erstellte Richter einen Klavierauszug von Ullmanns Klavierkonzert op. 25 (1939) und brachte das Werk als Pianist 1992 in Stuttgart mit der Staatsphilharmonie Brünn unter Israel Yinon zur Uraufführung. Ebenfalls mit Richter als Solist erschien im selben Jahr die Ersteinspielung des Werks bei Bayer Records, die mit dem Preis der Deutschen Schallplattenkritik ausgezeichnet wurde. Darüber hinaus war Richter Herausgeber sämtlicher Klaviersonaten Ullmanns und Interpret der ersten Gesamteinspielung.

## Schriften (Auswahl)
- Es gibt keine Stunde Null. In: Den Opfern der Gewalt. Europäische Komponisten – gestorben in den Weltkriegen und Konzentrationslagern. 2. Baden-Württembergische Musikhochschultage Stuttgart 11.–18. Oktober. 1989, DNB 900428422.
- Viktor Ullmann – Die Wiederentdeckung eines Verschollenen. In: Friedenspolitik und Friedensforschung. Osnabrücker Jahrbuch Frieden und Wissenschaft. Band 8. Universitätsverlag Rasch, Osnabrück 2001, ISBN 978-3-935326-49-0, S. 117–123 (uni-osnabrueck.de [PDF; abgerufen am 14. April 2024]).